# Biserica Sfântul Vasile-Galata
Biserica „Sfântul Vasile cel Mare” este situată în Iași, în cartierul Nicolina, pe strada Tudor Neculai nr. 21, în apropierea Mănăstirii Galata, în incinta cimitirului Sfântul Vasile și are hramurile „Sfântul Vasile cel Mare” și „Izvorul Tămăduirii”. 
Potrivit pisaniei pictate la intrarea în Biserica „Sfântul Vasile cel Mare“, sfântul lăcaș s-a zidit „cu vrerea Tatălui ceresc, Celui în Treime slăvit“, între anii 1795 - 1829, de către ieromonahul Vartolomeu
, pe locul unei vechi bisericuțe din lemn din sec. al XVIII-lea, cu hramul „Izvorul Tămăduirii”, ce era folosită ca paraclis pentru cimitirul "Sf. Vasile" din imediata apropiere. Pentru construcție s-a folosit și piatră provenind de la prima biserică a Mănăstirii Galata (numită și Galata din vale), dărâmată datorită alunecărilor de teren la puțin timp după construcția ei . 
Biserica păstrează iconostasul original precum și mai multe obiecte de cult din secolul al XIX-lea. 
Odinioară, împrejurul bisericii era un zid de piatră, având pe partea interioară chilii pentru călugărițele din mănăstire. În anul 1889, biserica a fost pictată prin râvna preotului V. Hanganu și contribuția enoriașilor. 
Clădirea, care are un plan triconc respectă împărțirea clasică a bisericilor ortodoxe: pronaos, naos și altar. 
În ultimul deceniu biserica a fost renovată integral, s-a pardosit interiorul sfântului lăcaș cu marmură, iar pictura interioară, realizată între anii 1935 - 1940, a fost restaurată și repusă în valoare. Pe ambele laturi ale corpului principal al bisericii s-au construit o capelă mortuară și o casă de prăznuire. După finalizarea lucrărilor de restaurare, ea a fost resfințită astăzi de Înalt Preasfințitul Teofan Savu, Mitropolitul Moldovei și Bucovinei și de Preasfințitul Calinic Botoșăneanul, Episcop-Vicar al Arhiepiscopiei Iașilor pe data de 13 septembrie 2008 .